# Центральний банк Катару
Центральний банк Катару (араб. مصرف قطر المركزي, англ. Qatar Central Bank) — центральний банк Держави Катар.

## Функції
Центральний банк Катару здійснює регулювання і нагляд за банківською системою Катару. Особливістю регулювання у банківській сфері Катару є встановлення Центральним банком рівня трьох процентних ставок: ставка ЦБ Катару по депозитах (QCBDR), ставка ЦБ Катару за видаваними кредитами (QCBLR), ставка ЦБ Катару за операціями РЕПО з урядовими цінними паперами (QCBRR). Крім того, Центральний банк Катару встановлює дивидентную ставку, вживану для розподілу прибутку катарскими банками.

## Історія
У 1966—1973 роках емісію загальної валюти Катару і Дубай (рияла Катару і Дубай) робила Валютна рада Катару і Дубай (Qatar — Dubai Currency Board). У 1973 році угода про діяльність спільної Валютної ради була розірвана. Декретом еміра від 13 травня 1973 року створено державне Агентство грошового обігу Катару (Qatar Monetary Agency), що отримало право емісії національної валюти, — катарського ріала.
5 серпня 1993 року еміром був затверджений Закон № 15 про створення Центрального банку Катару, якому було передано право емісії національної валюти.